# ミヤギテレビNewsリアルタイムサタデー
『ミヤギテレビNewsリアルタイムサタデー』（ミヤギテレビニュースリアルタイムサタデー）は、2006年4月8日から2010年3月27日までミヤギテレビで放送していた土曜夕方のローカル報道番組（『NNN Newsリアルタイムサタデー』の宮城県ローカルパート）。

## 放送日時
いずれもJST。
- 2006年4月8日 - 2009年3月28日：土曜 18:16頃 - 18:25（9分）
- 2009年4月4日 - 2010年3月27日：土曜 17:46頃 - 17:55（9分）

## スタジオ
- 『OH!バンデス』と『Newsリアルタイムミヤギ』で使われているUスタジオからの放送ではなく、ミヤギテレビニュースセンター（Nスタジオ）から放送していた。

## テロップ
- 『NNNミヤギテレビニュース』のものを使用していた。

## キャスター
- ミヤギテレビのアナウンサーがシフトで担当していた。